# Resolutie 2230 Veiligheidsraad Verenigde Naties
Resolutie 2230 van de Veiligheidsraad van de Verenigde Naties werd op 14 juli 2015 unaniem aangenomen door de VN-Veiligheidsraad en verlengde de VN-vredesmacht in Abyei, op de grens tussen Soedan en Zuid-Soedan, verder met vijf maanden.

## Achtergrond
Al in de jaren 1950 was het zwarte zuiden van Soedan in opstand gekomen tegen het overheersende Arabische noorden. De vondst van aardolie in het zuiden maakte het conflict er enkel maar moeilijker op. In 2002 kwam er een staakt-het-vuren en werden afspraken gemaakt over de verdeling van de olie-inkomsten. Verschillende rebellengroepen waren hiermee niet tevreden en in 2003 ontstond het conflict in Darfur tussen deze rebellen en de door de regering gesteunde janjaweed-milities. Die laatsten gingen over tot etnische zuiveringen en in de volgende jaren werden in Darfur grove mensenrechtenschendingen gepleegd waardoor miljoenen mensen op de vlucht sloegen. In februari 2011 stemde een overgrote meerderheid van de inwoners van Zuid-Soedan in een referendum voor onafhankelijkheid. De regio Abyei, die tussen Noord- en Zuid-Soedan lag, werd echter door beide partijen opgeëist, wat tot veel geweld leidde waardoor meer dan 100.000 inwoners op de vlucht sloegen.

## Inhoud
De inspanningen van Soedan en Zuid-Soedan om de Veilige Gedemilitariseerde Grenszone af te bakenen, het Gezamenlijk Grenstoezichtsmechanisme volledig op te zetten en een regionaal bestuur en een politiemacht op te richten lagen stil. Het was belangrijk dat de presidenten van beide landen geregeld bleven samenkomen en dat de onderhandelingen over de eindstatus van Abyei werden hervat. De Veiligheidsraad veroordeelde ook de aanwezigheid van Soedanese en Zuid-Soedanese agenten en de geregelde invallen door gewapende milities. Intussen bleef de regio geteisterd door geweld ten gevolge van het communautaire conflict. 81.000 inwoners waren er afhankelijk van noodhulp.
Het mandaat van de UNISFA-vredesmacht in Abyei werd verlengd tot 15 december 2015. Het mandaat zou herzien worden als de partijen de gemaakte afspraken in verband met de Veilige Gedemilitariseerde Grenszone waren nagekomen.

## Verwante resoluties
- Resolutie 2179 Veiligheidsraad Verenigde Naties (2014)
- Resolutie 2205 Veiligheidsraad Verenigde Naties
- Resolutie 2251 Veiligheidsraad Verenigde Naties

Lijst ·  2196 ·  2197 ·  2198 ·  2199 ·  2200 ·  2201 ·  2202 ·  2203 ·  2204 ·  2205 ·  2206 ·  2207 ·  2208 ·  2209 ·  2210 ·  2211 ·  2212 ·  2213 ·  2214 ·  2215 ·  2216 ·  2217 ·  2218 ·  2219 ·  2220 ·  2221 ·  2222 ·  2223 ·  2224 ·  2225 ·  2226 ·  2227 ·  2228 ·  2229 ·  2230 ·  2231 ·  2232 ·  2233 ·  2234 ·  2235 ·  2236 ·  2237 ·  2238 ·  2239 ·  2240 ·  2241 ·  2242 ·  2243 ·  2244 ·  2245 ·  2246 ·  2247 ·  2248 ·  2249 ·  2250 ·  2251 ·  2252 ·  2253 ·  2254 ·  2255 ·  2256 ·  2257 ·  2258 ·  2259